# Пролећни ветар (филм)
„Пролећни ветар” (словен. Pomladi veter) је југословенски и словеначки филм из 1974. године. Режирао га је Рајко Ранфл који је написао и сценарио.

## Улоге
| Глумац           | Улога                       |
| ---------------- | --------------------------- |
| Иво Бан          | Грбавац                     |
| Полде Бибич      | Пијанац (као Леополд Бибич) |
| Деметер Битенц   |                             |
| Марија Гомбац    | Мирјана                     |
| Марјета Грегорац | Ока                         |
| Јудита Хан       | Докторка                    |
| Јанез Хочевар    | Боби                        |
| Владимир Јурц    | Хипи                        |
| Ника Јуван       | Тета Рози                   |
| Јуре Кавшек      | Мито                        |
| Борис Краљ       | Професор                    |
| Франц Марковчич  | Јанез                       |
| Бојан Марошевић  |                             |
| Јоже Мраз        |                             |

Остале улоге ▼
| Глумац          | Улога   |
| --------------- | ------- |
| Мирјана Николић | Катја   |
| Манића Пачник   |         |
| Маринко Шебез   | Петер   |
| Марко Симчић    | Мак     |
| Неза Симчић     | Девојка |
| Божо Спрајц     | Дајавец |
| Марина Урбанц   | Девојка |
| Полона Ветрих   |         |
| Аленка Здесар   |         |
| Петер Зобец     |         |